# Molnár Róza
Molnár Róza/Rózsa (Monor, 1900. október 11. – Nagymaros, 1977. május 5.) magyar festő, grafikus.

## Életpályája
1923–1928 között festészeti tanulmányokat folytatott a Nagybányai művésztelepen. Mesterei Réti István és Thorma János voltak. Az 1930-as években Párizsban élt és dolgozott. 1938-ban gyűjteményes kiállítást rendeztek műveiből Bukarestben. Az 1930-as évek végén hazajött. 1969-ben a Nagymarosi Alkotóházban alkotott.
Impresszionista felfogású, a nagybányai természetelvűséget folytató művei leginkább csendéleti és enteriőr témákat ábrázoltak.
Hamvasztás utáni búcsúztatását az Új köztemetőben tartották.

## Kiállításai

### Egyéni
- 1938, 1940 Bukarest
- 1942, 1949 Budapest

### Válogatott, csoportos
- 1958, 1962 Budapest